# Škumpa
Škumpa (Rhus) je rod rostlin z čeledi ledvinovníkovité. Jsou to opadavé nebo stálezelené keře a stromy se střídavými, složenými nebo řidčeji jen jednolistými listy. Květy jsou drobné, pětičetné, v úžlabních nebo vrcholových květenstvích. Plodem je chlupatá peckovice. Rod zahrnuje asi 35 druhů a je rozšířen v Severní i Jižní Americe, Asii a Středomoří. Jediným původním evropským druhem je škumpa koželužská. V České republice není žádný druh původní, občas zplaňuje pěstovaná severoamerická škumpa orobincová.
Rod Rhus prošel velkými taxonomickými změnami a byly z něj vyčleněny rody Searsia (searsie, 111 druhů především v Africe a omezeně v Arábii a Asii, 2 druhy na Sicílii) a Toxicodendron (jedovatec, 29 druhů v Americe a Asii). Nejblíže příbuzným rodem je Pistacia (řečík). Škumpa orobincová je často vysazována v České republice jako okrasná dřevina. Řidčeji jsou zejména v botanických zahradách a arboretech pěstovány jiné druhy.
Vědecké pojmenování Rhus vzniklo z řeckého rhein ('téci', kůra roní pryskyřičnou šťávu).

## Popis
Škumpy jsou opadavé nebo stálezelené, polygamní nebo řidčeji oboupohlavné keře a stromy. Asijský druh Rhus taitensis dorůstá výšky až 30 metrů. Některé druhy mají vidličnatě větvené stonky. Listy jsou střídavé, lichozpeřené, trojčetné nebo jednolisté, řapíkaté, složené z řapíčkatých až skoro přisedlých, téměř nebo zcela vstřícných lístků. Hlavní vřeteno listu je u některých druhů křídlaté.
Květy jsou přisedlé nebo krátce stopkaté, pětičetné, uspořádané v úžlabních nebo vrcholových thyrsoidech nebo složených klasech. Tyčinek je pět a mají šídlovité nitky. Semeník je srostlý ze 3 plodolistů, z nichž pouze jeden je fertilní. Čnělky jsou tři, na bázi srostlé.
Plodem je červená nebo hnědá, kulovitá, jednosemenná peckovice. Plody bývají pokryté jednoduchými a žláznatými chlupy.

## Rozšíření
Rod škumpa zahrnuje v současném taxonomickém pojetí asi 35 až 53 druhů. Většina druhů roste v Americe, kde je rod rozšířen od jižní Kanady po Panamu a Kubu. V Evropě roste jediný druh, škumpa koželužská, který je rozšířený od Kanárských ostrovů přes Středomoří po Afghánistán. Severoamerická škumpa orobincová je v Evropě často pěstována jako okrasná dřevina a místy zplaňuje.
Z Číny je uváděno 6 druhů, z toho 4 endemické, z jihovýchodní Asie 2 druhy, z Nové Guineje 4 endemické druhy. Druh Rhus taitensis je rozšířen v oblasti od Filipín po Tichomoří. Největší areál má v Asii škumpa čínská, rozšířená od Himálaje po Japonsko a Indonésii.
Ze Severní Ameriky je uváděno 12 druhů škump. V téměř celé Severní Americe mimo subarktických oblastí roste škumpa lysá, v západní polovině kontinentu škumpa trojlaločná, ve východní škumpa orobincová, škumpa vonná a škumpa lesklá. Dalších 7 druhů se vyskytuje v jižních oblastech USA.

## Ekologické interakce
Drobné květy škump jsou opylovány hmyzem, zejména včelami. Semena jsou šířena ptáky i jinými zvířaty, vyhledávajícími plody jako potravu.
Na různých druzích škump tvoří hálky mšice z rodů Floraphis, Kaburagia, Meitanaphis, Melaphis a Schlechtendalia. Např. na škumpě orobincové je to Melaphis rhois, na škumpě čínské druh Melaphis chinensis.
Škumpy jsou živnými rostlinami housenek celé řady denních i nočních motýlů z různých čeledí. Z martináčů jsou to např. v Americe druhy Actias luna, Citheronia regalis, Citheronia splendens, Eacles imperialis a Hyalophora cecropia, v Asii Argema maenas a Samia cynthia, v Africe Holocerina smilax, Imbrasia cytherea a „mopanový červ“ Gonimbrasia belina. Z afrických baboček se na nich živí Euphaedra uganda a Charaxes varanes.

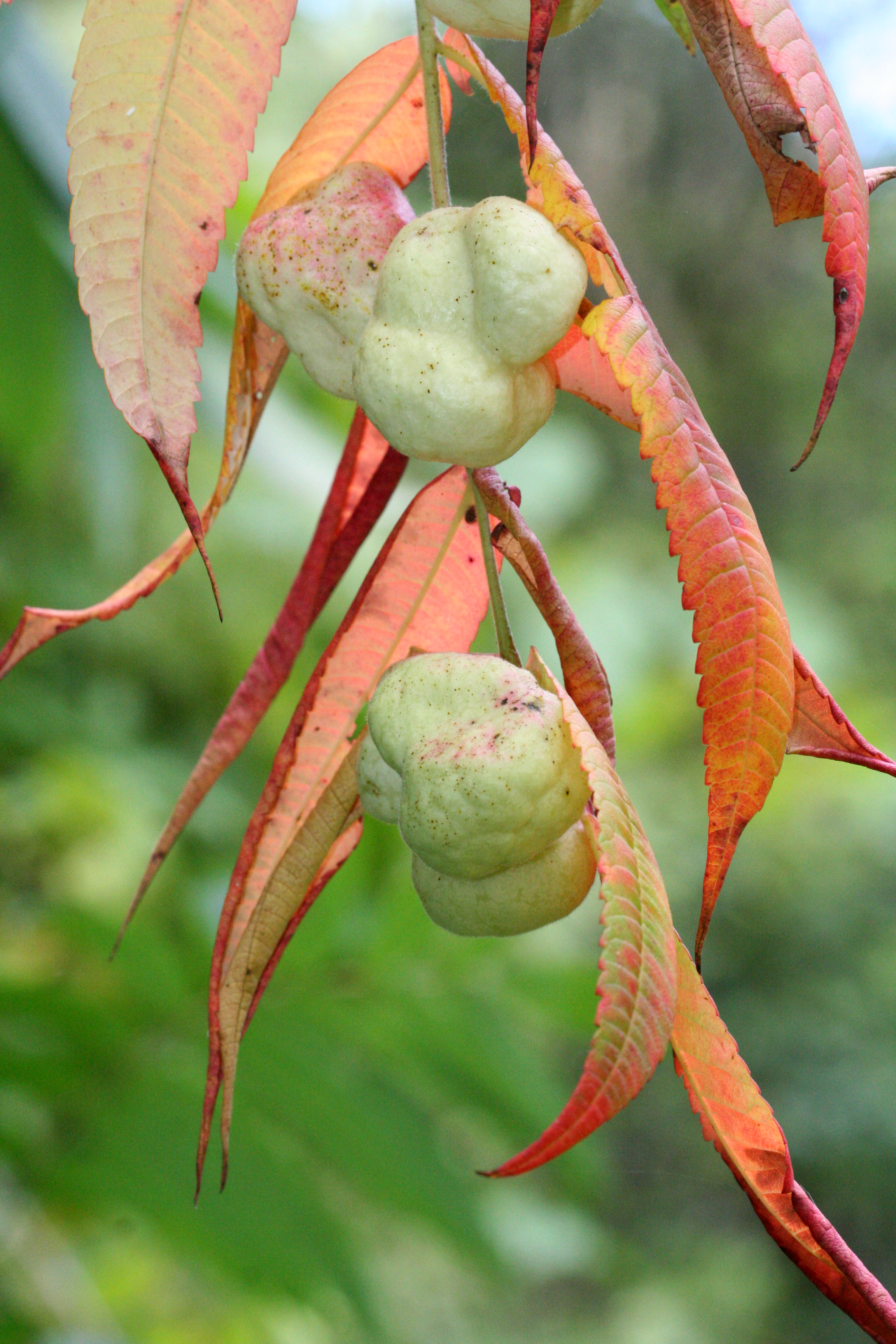
Hálky mšice Melaphis rhois na škumpě orobincové
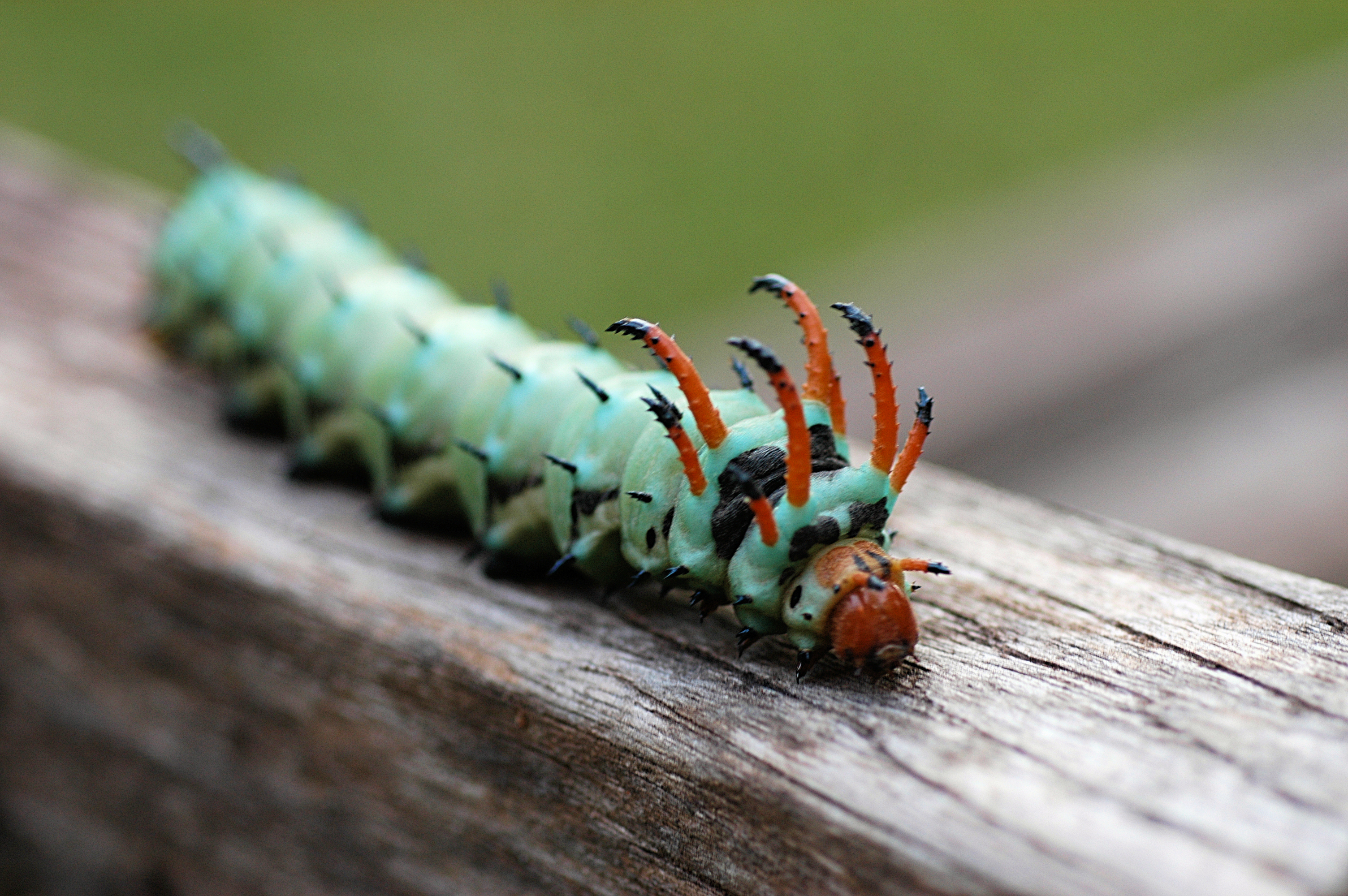
Housenka severoamerického martináče Citheronia regalis
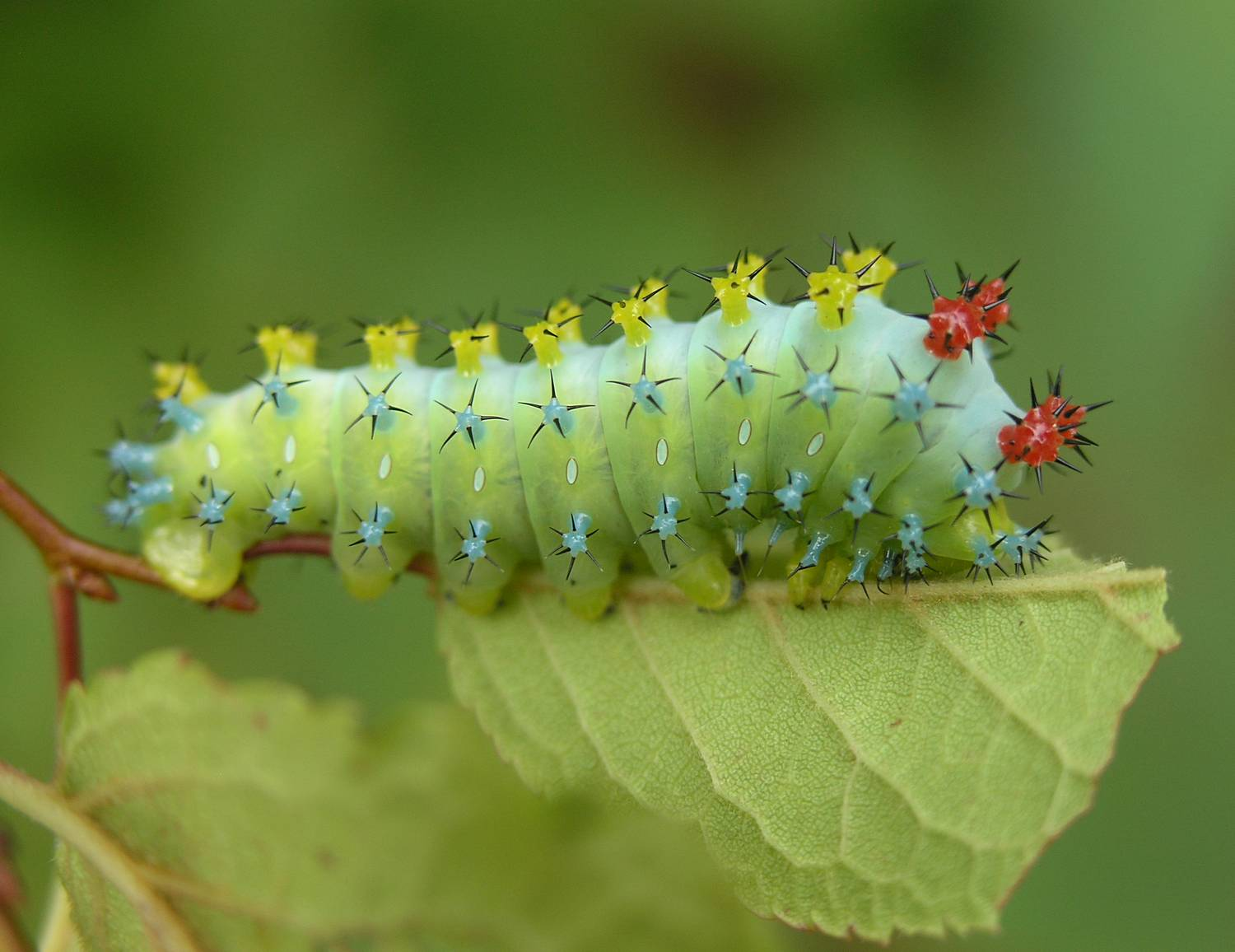
Housenka martináče Hyalophora cecropia

## Obsahové látky a jedovatost
Přinejmenším některé druhy škump obsahují toxické látky způsobující senzibilaci, alergické reakce a dermatitidy, i když stojí ve stínu mnohem jedovatějších jedovatců. Vznik dermatitid po kontaktu se šťávou z rostlin byl zjištěn u škumpy orobincové, škumpy lysé, škumpy trojlaločné a druhů Rhus punjabensis a R. taitensis.
Listy škump obsahují třísloviny, kyselinu galovou, flavonoidy, biflavonoidy, cukry, vosky a silice.

## Taxonomie
Rod Rhus je dělen do dvou podrodů. U podrodu Rhus jsou květy stopkaté a uspořádané v thyrsoidních květenstvích, zatímco u zástupců podrodu Lobadium jsou téměř nebo zcela přisedlé a skládají klasovitá květenství.
Rod Rhus patří do skupiny morfologicky podobných a částečně blízce příbuzných rodů, označované jako Rhus komplex. Skupina dále zahrnuje dále rody Cotinus, Metopium, Searsia, Toxicodendron a monotypické rody Actinocheita, Melanococca a Malosma.
Historicky byl rod Rhus pojímán mnohem šířeji než dnes a byly do něj řazeny i druhy stávajících rodů Searsia a Toxicodendron. V takovém pojetí ale byl podle výsledků fylogenetických molekulárních studií parafyletický. Aby byla celá skupina monofyletická, musela by zahrnovat i takové rody, jako je Schinus nebo Pistacia. Rod Searsia se od rodu Rhus odlišuje zejména převážně trojčetnými listy a dužninou plodů i za zralosti pevně připojenou k pecce. Rovněž u něj chybějí alergenní fenolické látky. Rod Toxicodendron má naproti tomu převážně úžlabní květenství, bílé nebo pískově žluté plody bez žláznatého odění a šťáva obsahuje toxické katecholy.

### Kladogram příbuzenských vztahů roduRhus
|  | Malosma                                             |
|  |                                                     |
|  | \| \| Searsia \| \| \| \| \| \| Schinus \| \| \| \| |
|  |                                                     |
|  | Searsia                                             |
|  |                                                     |
|  | Schinus                                             |
|  |                                                     |

|  | Searsia |
|  |         |
|  | Schinus |
|  |         |

|  | Rhus     |
|  |          |
|  | Pistacia |
|  |          |

|  | Malosma                                             |
|  |                                                     |
|  | \| \| Searsia \| \| \| \| \| \| Schinus \| \| \| \| |
|  |                                                     |
|  | Searsia                                             |
|  |                                                     |
|  | Schinus                                             |
|  |                                                     |

|  | Searsia |
|  |         |
|  | Schinus |
|  |         |

|  | Rhus     |
|  |          |
|  | Pistacia |
|  |          |

|  | Malosma                                             |
|  |                                                     |
|  | \| \| Searsia \| \| \| \| \| \| Schinus \| \| \| \| |
|  |                                                     |
|  | Searsia                                             |
|  |                                                     |
|  | Schinus                                             |
|  |                                                     |

|  | Searsia |
|  |         |
|  | Schinus |
|  |         |

|  | Rhus     |
|  |          |
|  | Pistacia |
|  |          |

|  | Malosma                                             |
|  |                                                     |
|  | \| \| Searsia \| \| \| \| \| \| Schinus \| \| \| \| |
|  |                                                     |
|  | Searsia                                             |
|  |                                                     |
|  | Schinus                                             |
|  |                                                     |

|  | Searsia |
|  |         |
|  | Schinus |
|  |         |

|  | Rhus     |
|  |          |
|  | Pistacia |
|  |          |

|  | Malosma                                             |
|  |                                                     |
|  | \| \| Searsia \| \| \| \| \| \| Schinus \| \| \| \| |
|  |                                                     |
|  | Searsia                                             |
|  |                                                     |
|  | Schinus                                             |
|  |                                                     |

|  | Searsia |
|  |         |
|  | Schinus |
|  |         |

|  | Rhus     |
|  |          |
|  | Pistacia |
|  |          |

|  | Malosma                                             |
|  |                                                     |
|  | \| \| Searsia \| \| \| \| \| \| Schinus \| \| \| \| |
|  |                                                     |
|  | Searsia                                             |
|  |                                                     |
|  | Schinus                                             |
|  |                                                     |

|  | Searsia |
|  |         |
|  | Schinus |
|  |         |

|  | Rhus     |
|  |          |
|  | Pistacia |
|  |          |

|  | Malosma                                             |
|  |                                                     |
|  | \| \| Searsia \| \| \| \| \| \| Schinus \| \| \| \| |
|  |                                                     |
|  | Searsia                                             |
|  |                                                     |
|  | Schinus                                             |
|  |                                                     |

|  | Searsia |
|  |         |
|  | Schinus |
|  |         |

|  | Rhus     |
|  |          |
|  | Pistacia |
|  |          |

|  | Malosma                                             |
|  |                                                     |
|  | \| \| Searsia \| \| \| \| \| \| Schinus \| \| \| \| |
|  |                                                     |
|  | Searsia                                             |
|  |                                                     |
|  | Schinus                                             |
|  |                                                     |

|  | Searsia |
|  |         |
|  | Schinus |
|  |         |

|  | Rhus     |
|  |          |
|  | Pistacia |
|  |          |

## Zástupci
- škumpa čínská (Rhus chinensis)
- škumpa koželužská (Rhus coriaria)
- škumpa křížená (Rhus × pulvinata, R. typhina × glabra)
- škumpa lesklá (Rhus copallinum)
- škumpa lysá (Rhus glabra)
- škumpa Michauxova (Rhus michauxii)
- škumpa orobincová (Rhus typhina)
- škumpa Potaninova (Rhus potaninii)
- škumpa trojlaločná (Rhus trilobata)
- škumpa vonná (Rhus aromatica)[16][17]

## Význam
Škumpy jsou pěstovány jako okrasné dřeviny. V České republice je nejčastěji pěstována škumpa orobincová. Existují i různé zlatolisté či stříhanolisté (zejména 'Dissecta' a 'Laciniata') kultivary. Řidčeji se jako okrasné dřeviny pěstují škumpa Potaninova, škumpa vonná nebo škumpa lesklá. Nejlépe rostou na plném výsluní. Některé druhy snášejí i polostín, avšak nejsou v něm tak pěkné. Škumpa orobincová a škumpa lysá se spokojí i s velmi chudou, písčitou půdou. Nápadné je u nich zejména červené podzimní olistění a červená plodenství, která zůstávají na keřích dlouho do zimy. Oba druhy dobře snášejí i městské znečištěné prostředí. Botanické druhy škump se nejlépe množí výsevem semen, kultivary lze množit kořenovými řízky.
Řada druhů škump je využívána v domorodé medicíně k léčení celé řady různých nemocí a neduhů. Škumpa orobincová je používána při léčení revmatismu, pohlavních chorob, průjmů, kašle a bolení v krku, proti střevním parazitům aj., používá se také k čištění krve, jako emetikum, analgetikum a tonikum.
Z dalších druhů je v Severní Americe používána zejména škumpa vonná, škumpa lesklá, škumpa trojlaločná, škumpa lysá a Rhus ovata, v Asii především škumpa čínská, škumpa koželužská a Rhus taitensis.
Ze sušených listů a větévek škumpy koželužské a některých dalších druhů se rozemletím získává práškové léčivo, které je známo jako sumah. Hálky na škumpě čínské a Rhus punjabensis jsou využívány v čínské i indické medicíně jako adstringens a expektorans. Vnitřně slouží k léčení chronických onemocnění trávicího traktu a krve ve stolici, zevně na krvácející rány, otoky a kožní infekce. Vyrábějí se z nich též masti a čípky na hemeroidy. Sušené obsahují 50 až 80 % tříslovin. Kůra obsahuje asi 10 % tříslovin. Některé druhy škump mají jedlé plody povětšině kyselé chuti. Patří mezi ně škumpa vonná, škumpa lysá, škumpa lesklá aj.